# St. Peter (Büderich)

St. Peter in Büderich vor dem Umbau 1910

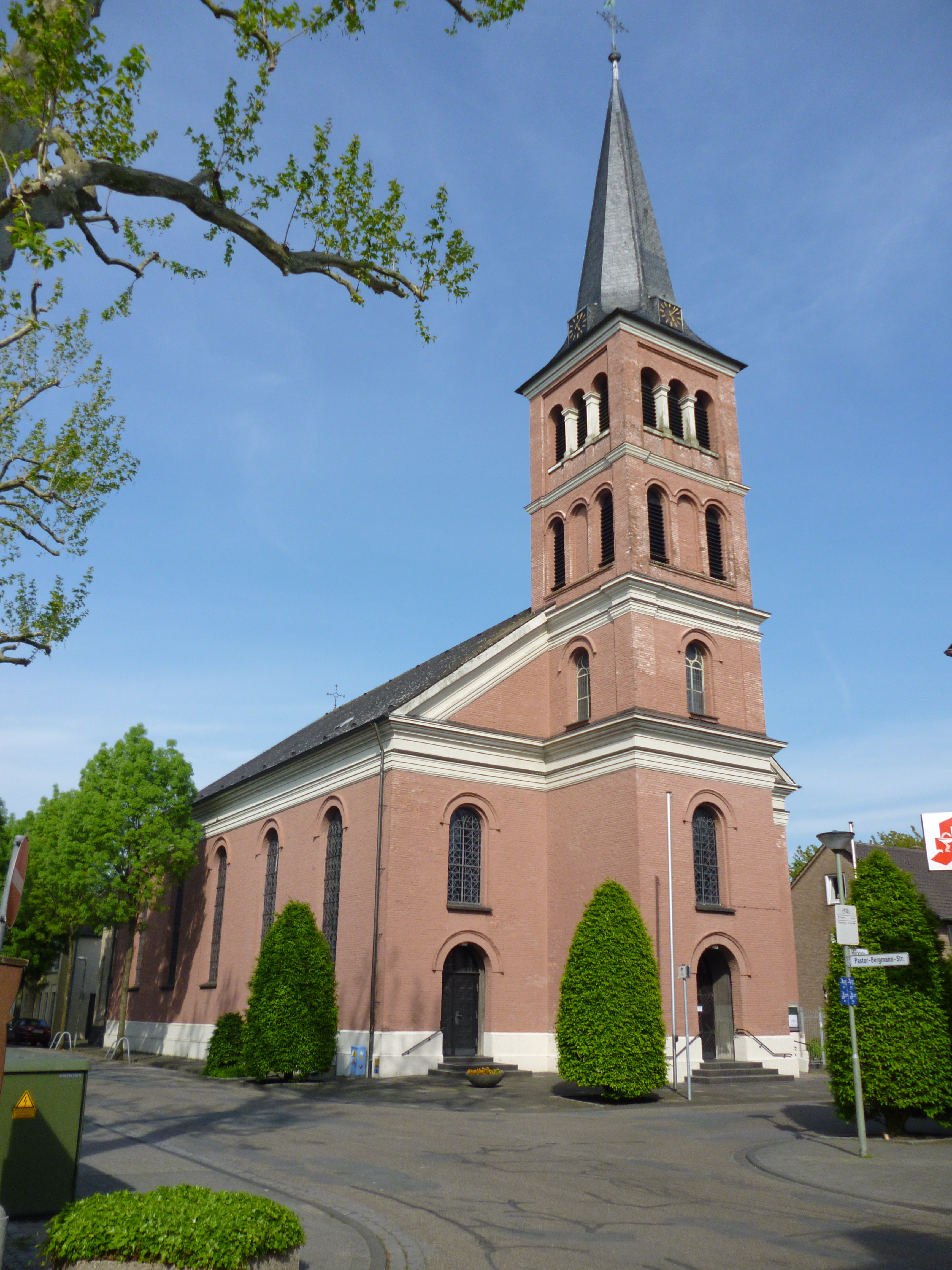
St. Peter in Büderich

St. Peter ist eine katholische Pfarrkirche in Büderich (Wesel).
Die im Stil des Klassizismus errichtete Kirche wurde am 11. September 1821 geweiht.

## Geschichte

### Vorgängerbau

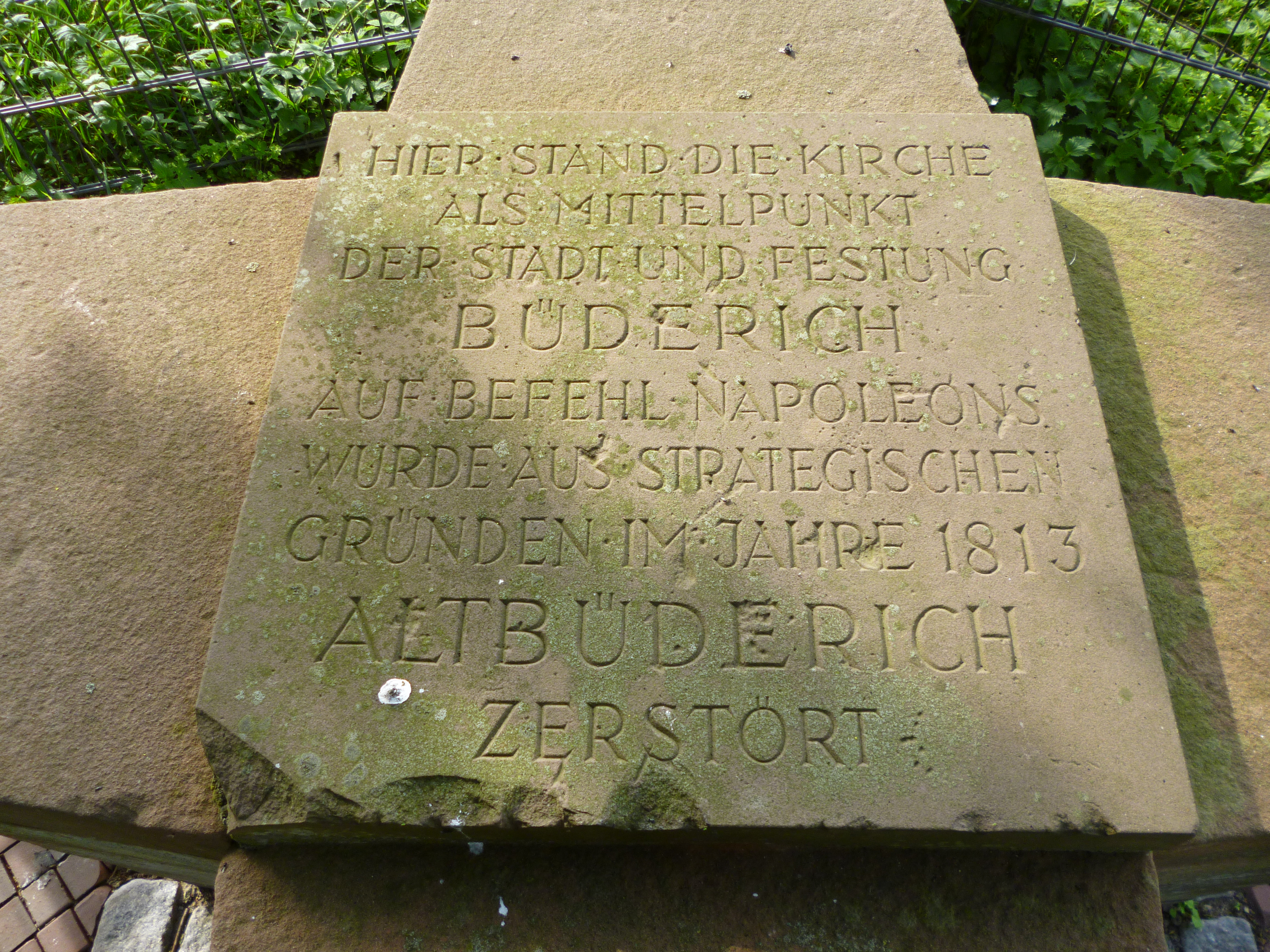
Gedenkstein in Alt-Büderich

Seit 1154 ist eine Kirche in Alt-Büderich durch Urkunden belegt. 1466 wurde sie durch einen Bau im gotischen Stil ersetzt, dessen Schiff 17,10 m breit und 17,40 m lang war. Der sich auf der östlichen Seite anschließende quadratische Chor maß 5,70 × 5,70 m. Auf der westlichen Seite befand sich der Turm mit einer Grundfläche von 7,00 × 7,00 m. Die Kirche hatte zuletzt einen barocken Hochaltar und einige weitere Altäre.
Seit der Reformation wurde die Kirche zeitweise von den Katholiken und zeitweise von den Protestanten genutzt. 1673 wurde ein Religionsvergleich geschlossen, in dem die gemeinsame Nutzung geregelt wurde. 1675 wurde die Kirche durch eine Mauer geteilt.
Am 6. Dezember 1813 befahl Napoleon, die gesamte Stadt Büderich dem Erdboden gleichzumachen, da sie – angeblich – bei der Verteidigung der Festung Wesel im Weg sei. Am 19. Dezember, dem 4. Adventssonntag, fand der letzte Gottesdienst in der alten Kirche statt. Pfarrer Arnold Rechtmann ließ die Kirche eilends ausräumen, darunter drei Altäre, die Kanzel und die Orgel. Um Weihnachten 1813 wurde die Kirche vollständig zerstört. An sie erinnert ein am 3. April 1957 errichteter Gedenkstein.

### Baugeschichte
Am 11. Juli 1814 wurde an der Straße von Wesel nach Geldern, etwa anderthalb Kilometer rheinaufwärts der alten Stadt, der Platz zum Bau Neu-Büderichs festgelegt. Der Neubau begann 1815. Beide Konfessionen sollten nun eine eigene Kirche erhalten. Der zuständige Landbauinspektor Otto von Gloeden entwarf 1817 beide Kirchen und reichte die Entwürfe bei der Oberbaudeputation in Berlin ein. Karl Friedrich Schinkel überarbeitete die Entwürfe weitgehend. Am 30. September 1819 wurde der Grundstein neuen katholischen Kirche gelegt. Doch es zeigte sich, dass die Mittel aus dem Entschädigungsfonds zum Bau Neu-Büderichs für den Kirchbau nicht reichten. So wurde improvisiert und gespart. Bis heute ersetzen ummauerte Baumstämme „echte“ Säulen. Weihe erfolgte bereits am 11. September 1821. Etwa 20 Jahre später stürzte die Decke der Kirche ein und musste erneuert werden.

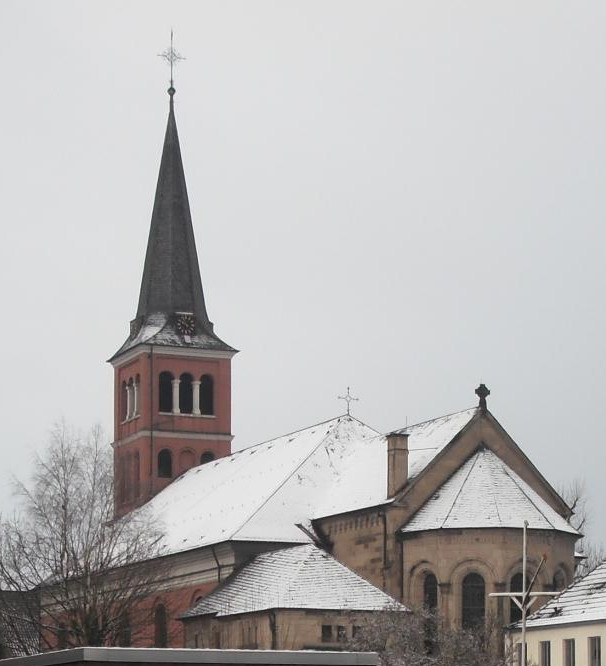
St. Peter mit Chorraum an der Ostseite

1909 wurde eine größere Umgestaltung von Caspar Clemens Pickel entworfen. 1910 wurde unter Leitung von Karl Merl sen. das Kirchenschiff verlängert und eine Chor- sowie zwei Nebenapsiden angebaut. Der Turm wurde zudem um ein Geschoss erhöht und mit einem spitzeren Dach versehen.
Im Zweiten Weltkrieg wurde die Kirche durch Artilleriebeschuss stark beschädigt und 1946 notdürftig instand gesetzt. Ab Mitte der 1950er Jahre erfolgte eine aufwendigere Sanierung. Mitte der 1990er Jahre wurden Schäden am Turm bekannt, die durch umfangreiche Maßnahmen behoben wurden. So erhielt der Turm einen Stahlrahmen und das Mauerwerk wurde trockengelegt. Im Folgenden wurden auch die Fenster des Kirchenschiffs restauriert und der Innenraum neu gestrichen.

## Architektur
Das Langhaus und der Turm sind im klassizistischen Stil errichtet worden. Die dreischiffige Hallenkirche ist mit Säulen und Rundbögen unterteilt. Der Turm ist mittig vor der westlichen Giebelseite platziert. Die rundbogigen Fenster sind mit Archivolten versehen. Die Säulen der Kirche bestehen aus ummauerten Baumstämmen, die durch einen Anstrich ihr marmoriertes Aussehen erhalten haben. Die in den Jahren 1910/1911 angebauten Chor- und Nebenapsiden sind im neuromanischen Stil errichtet.

## Ausstattung
Einige Objekte aus der mittelalterlichen Vorgängerkirche fanden ihren Platz in der neuen Kirche, so zunächst auch der barocke Hochaltar. Nach Errichtung des Chorraums wurde er jedoch entfernt. Nur das Altarbild verblieb in der Kirche. Hierbei handelt es sich um eine Kopie des Gemäldes „Der Lanzenstich“ von Peter Paul Rubens aus dem Jahr 1620. Die Kopie entstand etwa um 1640.
Auch die barocke Kanzel wurde aus der Vorgängerkirche gerettet, ursprünglich stammt er aber wahrscheinlich aus einer Kapuzinerkirche in Xanten.
Das Gemälde mit der Abendmahlsdarstellung stammt aus der Zeit um 1520/1530.
Neben einigen weiteren Gemälden zählen auch hochwertige Statuen aus dem 15. und 16. Jahrhundert zur Ausstattung der Kirche:
- Eine lebensgroße Madonnenfigur, die auf dem rechten Arm das nackte mit einem Vogel spielende Kind hält
- Maria mit Krone auf dem Halbmond, die auf dem linken Arm das bekleidete Kind hält
- Christus mit der Weltkugel, mit sorgfältig gelocktem Bart uns Haar

Bei den beiden letztgenannten handelt es sich um treffliche und charakteristische Figuren der älteren Schule von Kalkar in drei viertel Lebensgröße.
Die 1823 eingebaute Orgel wurde 1866 und 1964 nochmals vollständig erneuert. Sie befindet sich auf der über eine Wendeltreppe zugänglichen Empore.
Kirchenbänke und Beichtstühle sind im neuromanischen Stil gestaltet. Der in jüngster Zeit im gotischen Stil errichtete Altar ist aus Sandstein.

## Pfarrer
- Liste der Pfarrer an der Kirche St. Peter (Büderich)